# 卡雷扎诺
卡雷扎诺（義大利語：Carezzano），是意大利亚历山德里亚省的一个市镇。总面积10.3平方公里，人口439人，人口密度42.6人/平方公里（2009年）。ISTAT代码为006032。